# 敗犬女王
『敗犬女王-My Queen』は台湾のテレビドラマ。
中華民国の三立電視が製作し台湾電視公司では2009年1月4日より、三立電視では2009年1月10日より2009年5月31日まで放送された。好視聴率を記録した人気ドラマ。後番組は『ハッピーメーカー』。
日本では、2009年9月16日から2010年5月26日までBS日テレで放送された。全34話。

## エピソード・サブタイトル
全34話
| 各話   | サブタイトル       | 各話   | サブタイトル        |
| ------ | ------------------ | ------ | ------------------- |
| 第1話  | 負け犬シュアン     | 第18話 | レスリーの過去      |
| 第2話  | キツネ様が結んだ縁 | 第19話 | 涙の告白            |
| 第3話  | 一夜の恋?          | 第20話 | あなたのために      |
| 第4話  | 私の守護天使?      | 第21話 | 最後の夜            |
| 第5話  | 真心               | 第22話 | あなたを忘れる旅    |
| 第6話  | 無敵の美少女       | 第23話 | 神様の試練          |
| 第7話  | 美少女の過去       | 第24話 | 命懸けの愛          |
| 第8話  | 魔女と女王様       | 第25話 | 真相                |
| 第9話  | 忘れられない過去   | 第26話 | 償い                |
| 第10話 | お見合い大作戦     | 第27話 | 進むべき道          |
| 第11話 | 恋するスッポン女   | 第28話 | 夢の終わりと始まり  |
| 第12話 | ヒヤシンスの謎     | 第29話 | 夢に向かって        |
| 第13話 | 過去との決別       | 第30話 | 年の差カップル誕生! |
| 第14話 | 君を守りたい       | 第31話 | 8年の距離           |
| 第15話 | 再会               | 第32話 | 愛への勇気          |
| 第16話 | あきらめた夢       | 第33話 | 遅すぎた幸せ        |
| 第17話 | 誤解               | 第34話 | 永遠の女王様        |

## キャスト

### メインキャスト
| 役名 年齢             | 俳優名                          | 役柄紹介 |
| --------------------- | ------------------------------- | --- |
| ルーカス(盧卡斯) 25歳 | 阮經天 (イーサン・ルァン)       | Lucas(ルーカス)、小草莓(シュアンからの呼び名)、卡斯 アルバイト達人、医学生 |
| シュアン(單無雙) 33歳 | 楊謹華 (シェリル・ヤン)         | 無雙妹(母親からの呼び名)、佛地女魔、鱉女(スッポン女)(ルーカスからの呼び名)、小雙(元恋人からの呼び名) 雑誌社iFoundの編集の女王、小学から大学まで全て成績優秀、30代独身。性格は勝気で負けず嫌い。不器用でいつも強がっているため悪者になりやすいが心根は面倒見の良い優しい性格。 |
| レスリー(宋允浩) 34歳 | 温昇豪 (ウェン・シェンハオ)     | Leslie(レスリー)、北極熊 国際的有名カメラマン、シュアンの元恋人 |
| ジア(韓佳佳) 21歳     | 楊雅筑 (ヤン・ヤージュー)       | Cindy(シンディ) iFound見習い社員、ルーカスの死んだ恋人の妹 |
| ジェイ(JJ) 25歳       | 張懐秋 (ハリー・チャン、大嘴巴) | ルーカスの大学同級生、親友、アルバイト事業共同仲間 |

### サブキャスト
| 役名 年齢                               | 俳優名                        | 役柄紹介                                       |
| --------------------------------------- | ----------------------------- | ---------------------------------------------- |
| ロミオ(羅密歐) 33歳                     | 大炳 (ター・ピン)             | 雑誌社iFound記者、シュアンのライバル           |
| アンディ(魏爾剛) 28歳                   | 李沛旭 (パトリック・リー)     | 雑誌社iFound記者、ロミオ派                     |
| ジジ(葉芝琦) 22歳                       | 朱芯儀 (アマンダ・ジュー)     | GIGI 雑誌社iFound受付嬢                        |
| ルーチー(張若基) 25歳                   | 應蔚民 (イン・ウェミン)       | Rocky, 弱雞 雑誌社iFoundカメラマン、シュアン派 |
| マドンナ(馬丹娜) 29歳                   | 賴亭君                        | 雑誌社iFound記者、ロミオ派                     |
| ツォン・ダーファン(曾大方) 47歳         | 趙自強 (チウ・ジーキョン)     | 雑誌社iFound社長                               |
| シャン・リン・チュンジー(單林春枝) 53歳 | 林美秀 (リン・メイシュウ)     | シュアンの母                                   |
| キャシー(陸廣琳) 32歳                   | 宋新妮 (ジェシカ・ソン)       | シュアンの親友                                 |
| モンハン(柯夢寒) 33歳                   | 陳為民 (チェン・ウェイミン)   | キャシーの夫                                   |
| 盧天成                                  | 王道 (ワン・ダオ)             | ルーカスの父、脳神経外科医師、医学部教授       |
| 小沈                                    | 黃靖倫 （ホァン・ジンルン）   | ルーカスの医学部同級生                         |
| DJ                                      | 梁静茹 （フィッシュ・リョン） | 特別出演                                       |

## 主題歌
オープニングテーマ
- 『沒有如果』、『別再為他流涙』

歌 - 梁静茹(フィッシュ・リョン)
エンディングテーマ
- 『愛情之所以為愛情』

歌 - 梁静茹(フィッシュ・リョン)
挿入歌
- 『不敢當』、『找個人』、『天燈』、『風笛手』、『情歌』、『兒歌』

歌 - 梁静茹(フィッシュ・リョン)
- 『突然好想你』

歌 - 五月天(メイデイ)

## スタッフ
- プロデューサー：方孝仁
- 演出：林清振
- 脚本：杜欣怡、吳至偉、曾詠婷、汪秀賢、李登雅

## ソフトウェア

### サウンドトラック
『敗犬女王之情歌無雙 影音雙冠原聲天作之盒』のタイトルで、2009年5月22日に台湾で発売。日本版は未発売。付属のDVDは梁静茹のアルバム『靜茹&情歌』のMV集になっている。
CD
1. 敗犬女王(OT:沒有如果)
2. 耶誕節的情侶餐 (OT:沒有如果)
3. 犬樣的人生 (OT:沒有如果)
4. 一個人的人生
5. 獨立敗犬
6. 一個人淋雨 (OT:愛情之所以為愛情)
7. 完美單無雙 (OT:不敢當)
8. 戀愛最後一名
9. 不精明女王 (OT:沒有如果)
10. 等我跌倒…
11. 不能哭!! (OT:愛情之所以為愛情)
12. 花錢找男人!!?? (OT:沒有如果)
13. 只想單純在一起 (OT:沒有如果)
14. 要條件?要感覺? (OT:愛情之所以為愛情)
15. 敗犬標籤
16. 面對一個人的感覺 (OT:愛情之所以為愛情)
17. 只要我們在一起 (OT:別再為他流淚)

DVD
1. 別再為他流淚
2. 沒有如果
3. 用力抱著
4. PK
5. 情歌
6. 天燈
7. 不敢當
8. 愛情之所以為愛情
9. 屬於
10. 找個人
11. 風笛手
12. 兒歌

### DVD-BOX
販売元はアミューズソフトエンタテインメント
- 「敗犬女王 DVD-BOX 1」（2010年3月5日）
- 「敗犬女王 DVD-BOX 2」（2010年5月7日）
- 「敗犬女王 DVD-BOX 3」（2010年6月4日）

## 日本国内放送局
| 放送地域 | 放送局     | 放送期間                      | 放送日時                     | 放送系列 |
| -------- | ---------- | ----------------------------- | ---------------------------- | -------- |
| 日本全域 | BS日テレ   | 2009年9月16日 - 2010年5月26日 | 毎週水曜 21時00分 - 21時54分 | BS放送   |
| 京都府   | KBS京都    | 2010年1月5日 - 8月24日        | 毎週火曜 23時00分 - 23時55分 | JAITS    |
| 兵庫県   | サンテレビ | 2011年2月13日 - 12月18日      | 毎週日曜 21時00分 - 21時54分 | JAITS    |